# 公正取引委員會
（日语：／ Kōsei torihiki iinkai */?），簡稱公取委、公取，是日本行政機關。
作為內閣府的外局，是內閣總理大臣所轄之合議制行政委員會。
其任務為「促進公平且自由的競爭，以發揮事業者的創意與事業活動興盛，提高就業及國民實質所得水準，並確保一般消費者利益，促成國民經濟能民主地健全發展」（禁止私的獨占及確保公正交易相關法律（競爭法）27條之2、1條）。
同時，本委員會是負責自由主義經濟中重要的「競爭政策」（中央省廳等改革基本法21條10號）。

## 概要
被認為是「經濟憲法」的競爭法，禁止私有獨佔、不公貿易限制（壟斷與圍標等）及不公交易方式（傾銷、搭售、關說等）。對此，公正取引委員會負責調查涉嫌違規事件，並執行排除措置命令（禁止令）、罰款、警告（執行競爭法）。另外也與中小企業廳執行競爭法特別法《下請代金支付遲延等防止法》（下請法）。而競爭政策企劃及立案、競爭限制法令與政策規範調整、競爭環境整備的調查及提議也是本委員會職權。同時，還與國際合作進行企業合併（併購等）的事前審查與相關事務。
過去，本委員會也負責執行《不當景品類及不當表示防止法》（景品表示法），可針對誇大廣告與宣傳發出行政命令與處分，但自2009年（平成21年）9月起已將景品表示法交給新成立的消費者廳負責。
此外，本委員會有部分業務是延續第二次世界大戰後GHQ指揮主導財閥解體的控股公司整理委員會。
最近，公正取引委員會在橋梁談合事件對日本大企業提出刑事告發，並舉發跨國企業微軟與英特爾等，展現積極的行動。平成17年度的修法再賦予委員會「犯罪調查權限」與「課徴金減免制度」，大幅強化其權限，被稱為「市場守門人」與「企業重組守門人」。
在日本行政機關中，本委員會是繼1869年（明治2年）設置的外務省、1880年（明治13年）設置的會計檢查院之後，第三個未更名過的行政機關。

### 企業合併的審查
公正取引委員會（經濟取引局企業結合課）針對併購與取得股權等企業合併行為進行審查，以確保沒有違反競爭法。並禁止不利一般消費者、實質限制競爭的企業合併。
在判斷合併對市場的影響時，委員會不只參考企業的市場份額與市場順位，還必須參考合併雙方的過往競爭狀況、競爭者市場份額差距、競爭者的競爭優勢或差異化、輸入品的替代性、進入市場的可能性、來自相鄰市場的競爭壓力、需求者的競爭壓力、綜合經營能力、效率性及經營狀況等眾多面向。例如，企業合併後提升了市場份額，但其他企業與國外供給的商品充足，競爭不受限制，也不影響一般消費者，則可同意企業合併。如果，企業合併將造成競爭的限制，違反競爭法，但該企業選擇採取將部分事業轉讓給其他企業等適當措施以解除競爭法問題，委員會可同意企業合併。
另外，在審查時，包含任期制職員在內的經濟學者可在必要時進行經濟分析。
原新日本製鐵在2009年（平成21年）決定將旗下的不鏽鋼事業與日新製鋼整合，但遭到公正取引委員會反對。然而，隨著全球化的激烈競爭，以不斷萎縮的日本國內市場份額作為合併判斷標準也引發議論。2011年（平成23年）7月，在經濟界要求合併審查的迅速化與透明化下，委員會修正其合併審查方針。同年12月的新日本製鐵與住友金屬工業合併案，公正取引委員會針對兩公司約30個領域進行競爭審查，在考量到全球競爭的觀點後，宣布有條件同意此合併案。之後，JX控股與東燃通用石油的合併案，以及豐田自動車收購大發工業成為全額出資子公司的收購案也都獲得委員會同意。

## 沿革
- 1947年（昭和22年）
  - 7月1日，公正取引委員會成立。委員人數七人，委員提名人須獲眾議院同意後由內閣總理大臣任命。委員長由內閣總理大臣從委員中指定（不須眾院同意）。
  - 7月14日，任命公正取引委員會委員。
  - 7月18日，制定公正取引委員會事務局官制，事務局由總務部、商事部、調查部、審查部組成四部體制。
  - 7月31日，委員人數從七人改為委員長一人、委員六人，委員長為認證官。任命須眾議院同意。
- 1948年（昭和23年）7月29日，證券部從商事部獨立，事務局成為五部體制。
- 1949年（昭和24年）6月1日，證券部併回商事部，再回到四部體制。
- 1952年（昭和27年）8月1日，公正取引委員會委員從六人改為四人。任命從「眾議院同意」改為「兩議院同意」。

事務局設事務局長。
設立五名由事務局長直屬、負責部分審判手續的專任職審判官。
組織改為由官房、經濟部、審查部組成的1官房2部體制。
- 1964年（昭和39年）4月1日，取引部從經濟部獨立，為1官房3部體制。
- 1996年（平成8年）6月14日，事務局更名為事務總局，事務局長更名為事務總長。

經濟部與取引部合併為經濟取引局，經濟取引局下設取引部，審查部擴大為審查局，審查局下設特別審查部。從此事務總局成為1官房2局2部體制。
- 2001年（平成13年）1月6日，中央省廳再編，從總理府外局改為總務省外局。
- 2003年（平成15年）4月9日，為了電氣通信事業、放送事業、郵政事業的監督行政，從總務省外局改為內閣府外局。
- 2006年（平成18年）1月4日，配合獨佔禁止法的修正，廢止特別審查部，新設犯則審查部。審判官從五人增為七人。
- 2012年（平成24年）9月27日，由於國會拖延人事同意案，形成史上首次「委員長空缺、委員三人」體制[6][7]。2013年（平成25年）3月5日，杉本和之就任委員長。
- 2014年（平成26年）4月1日，配合獨禁法修正，廢止審判制度。針對公取委命令等的訴訟由東京地方裁判所受理[8]。

## 所掌事務
| - 反壟斷政策的企劃及立案 - 所掌事務相關法令案的作成 - 與所掌事務有關之國際機構、外國行政機關及國際會議相關事務，其他國際關係事務、國際合作事務 - 海外的反壟斷政策調查、資料收集與情報提供 - 反壟斷政策的海外宣傳 - 影響國際通商的限制性交易行為 - 對國會提出意見 - 反壟斷政策的相關活動與實際經濟情況的調查 - 與相關行政機關就反壟斷政策相關經濟法令及行政措施進行協調 - 依獨占禁止法等法律規定請求公正取引委員會做出認可、同意、協議及處分，並受理提報、報告與通知 - 接收企業與其子公司事業的相關報告書以及公司設立相關報告 - 接收企業取得股份、合併、新設分割、吸收分割、股權轉移或事業轉讓等計畫 - 縮短企業取得股份、合併、新設分割、吸收分割、股權轉移或事業轉讓期 | - 不公交易方法 - 商品再售價格 - 依小賣商業調整特別措置法法規進行指導 - 不當景品類及不當表示防止法的認定 - 下請代金支付遲延等防止法的執行 - 事件審查 - 排除措置命令、課徴金納付命令 - 競爭回復措置命令 - 告發並請求法院發出緊急停止命令及沒收保證金 - 合併、新設分割、吸收分割、股權轉移的無效判定 - 排除措置命令執行後與競爭回復措置命令確定後的監查 - 課徴金徵收 - 行政訴訟事務 等 |

## 組織
公正取引委員會對於違反獨禁法等事件有調查與判決等準司法機能，亦擁有規則制定權的準立法機能。作為內閣總理大臣所轄組織，是委員長及四名委員「獨立」（獨占禁止法28條）行使職權的獨立行政委員會。委員長及委員的任命須有參眾兩議院同意。委員長為認證官，其任免由天皇認證。

### 公正取引委員會
- 委員長（認證官。正式職稱為「公正取引委員會委員長」，薪資與副大臣同等。）
- 委員（4人。正式職稱為「公正取引委員會委員」，薪資與事務總長（次官級）同等。）

### 公正取引委員會事務總局
- 事務總長（日语：公正取引委員会事務総長）（正式職稱為「公正取引委員會事務總長」。省略「事務總局」。）
- 審判官（6人。其中人是上席審判官。正式職稱為「公正取引委員會事務總局（上席）審判官」。不省略「事務總局」。）

#### 內部部局
- 官房（日语：公正取引委員会事務総局官房）（正式名稱為「公正取引委員會事務總局官房」）
  - 總括審議官
  - 審議官
  - 數位安全·情報化參事官
  - 參事官（2人）
    - 總務課
      - 會計室
      - 企劃官

    - 人事課
      - 企劃官

    - 國際課
      - 企劃官（2人）

- 經濟取引局（日语：経済取引局）
  - 經濟取引局長
    - 總務課
      - 企劃室
      - 經濟調查室

    - 調整課
    - 企業結合課
      - 上席企業結合調查官

  - 取引部
    - 取引企劃課
      - 取引調查室
      - 相談指導室
      - 上席轉嫁對策調查官

    - 企業取引課
      - 下請取引調查室
      - 上席下請取引檢查官（3人）

- 審查局（日语：審査局）
  - 審查管理官（2人）
    - 管理企劃課
      - 企劃室
      - 情報管理室
      - 公正競爭監視室
      - 審查企劃官
      - 課徴金減免管理官

    - 第一審查長
    - 第二審查長
    - 第三審查長
    - 第四審查長
    - 第五審查長
      - 上席審查專門官（5人）

    - 訟務官

  - 犯則審查部
    - 第一特別審查長
    - 第二特別審查長

#### 地方機關
- 北海道事務所（正式名稱為「公正取引委員會事務總局北海道事務所」。不省略「事務總局」。其他事務所亦同）
  - 總務課
  - 取引課
  - 下請課
  - 第一審查課
  - 第二審查課

- 東北事務所
  - 總務課
  - 取引課
  - 第一審查課
  - 第二審查課

- 中部事務所
  - 總務管理官
  - 審查統括官
  - 總務課
  - 取引課
  - 下請課
  - 第一審查課
  - 第二審查課
  - 第三審查課
  - 經濟取引指導官

- 近畿中國四國事務所
  - 總務管理官
  - 審查統括官
  - 總務課
  - 取引課
  - 下請課
  - 第一審查課
  - 第二審查課
  - 第三審查課
  - 第四審查課
  - 經濟取引指導官
  - 中國支所
    - 總務課
    - 取引課
    - 第一審查課
    - 第二審查課

  - 四國支所
    - 總務課
    - 取引課
    - 審查課

- 九州事務所
  - 總務管理官
  - 總務課
  - 取引課
  - 下請課
  - 第一審查課
  - 第二審查課
  - 經濟取引指導官

※九州事務所的管轄區域不包含沖繩縣，由沖繩綜合事務局總務部公正取引室擔任公取委地方機關。

#### 研究機關
- 競爭政策研究中心（CPRC）

## 歷代委員長
- 退任日的（願）代表自願卸任、（亡）代表在任死亡、（定）代表屆齡退休，未標註為期滿卸任。
- 委員長空缺時，由一名委員出任「公正取引委員會委員長代理」。
- 獨占禁止法條文中的公正取引委員會設置施行日（組織成立日）為1947年（昭和22年）7月1日，但七名委員（包含初代委員長中山喜久松）的任命日是在同月14日。
- 成立後的同年7月31日に施行修正案，修法前的委員長為七名委員之一，非認證官，修法後的委員長與其他六名委員獨立，委員長改為認證官，修法前的在代數以舊制表示。

| 代  | 姓名                     | 在任期間                                   | 出身                                                     | 卸任後的主要職務       |
| --- | ------------------------ | ------------------------------------------ | -------------------------------------------------------- | ---------------------- |
| 舊1 | 中山喜久松 （一級・2年） | 1947年7月14日-1947年7月30日（願） 非認證官 | 日本興業銀行                                             |                        |
| 1   | 中山喜久松 （一級・2年） | 1947年7月31日-1952年2月4日（願）           | 日本興業銀行                                             |                        |
| 2   | 橫田正俊                 | 1952年2月4日-1952年7月30日                 | 裁判官                                                   | 最高裁判所長官         |
| 3   | 橫田正俊                 | 1952年7月31日-1957年7月30日                | 裁判官                                                   | 最高裁判所長官         |
| 4   | 橫田正俊                 | 1957年7月31日-1958年3月25日（願）          | 裁判官                                                   | 最高裁判所長官         |
| 5   | 長沼弘毅                 | 1958年3月31日-1959年4月17日（願）          | 大藏省（事務次官）                                       | 日本哥倫比亞會長       |
| 6   | 佐藤基                   | 1959年7月7日-1962年7月30日                 | 法制局（第一、第四部長、特許標準局長官、會計檢查院院長） |                        |
| 7   | 佐藤基                   | 1962年7月31日-1963年3月22日（定）          | 法制局（第一、第四部長、特許標準局長官、會計檢查院院長） |                        |
| 8   | 渡邊喜久造               | 1963年3月25日-1965年8月28日（亡）          | 大藏省（國稅廳長官）                                     |                        |
| 9   | 北島武雄                 | 1965年9月14日-1967年7月30日                | 大藏省（國稅廳長官）                                     | 日本專賣公社總裁       |
| 10  | 山田精一                 | 1967年8月21日-1969年11月11日（願）         | 日本銀行                                                 | 儲蓄增強中央委員會會長 |
| 11  | 谷村裕                   | 1969年11月15日-1972年8月20日               | 大藏省（事務次官）                                       | 東京證券交易所理事長   |
| 12  | 高橋俊英                 | 1972年8月24日-1976年2月6日（願）           | 大藏省（銀行局長）                                       |                        |
| 13  | 澤田悌                   | 1976年4月1日-1977年8月23日                 | 日本銀行                                                 | 日本住宅公團總裁       |
| 14  | 橋口收                   | 1977年9月13日-1982年9月12日                | 大藏省（主計局長、初代國土事務次官）                     | 廣島銀行頭取、會長     |
| 15  | 高橋元                   | 1982年9月24日-1987年9月23日                | 大藏省（主稅局長、事務次官）                             | 日本開發銀行總裁       |
| 16  | 梅澤節男                 | 1987年9月24日-1992年9月23日                | 大藏省（主稅局長、國稅廳長官）                           | 日本興業銀行監查役     |
| 17  | 小粥正巳                 | 1992年9月24日-1996年8月27日（定）          | 大藏省（事務次官）                                       | 日本政策投資銀行總裁   |
| 18  | 根來泰周                 | 1996年8月28日-1997年9月23日                | 檢察廳 (日本)（東京高等檢察廳檢事長）                    | 日本野球機構會長       |
| 19  | 根來泰周                 | 1997年9月24日-2002年7月30日（定）          | 檢察廳 (日本)（東京高等檢察廳檢事長）                    | 日本野球機構會長       |
| 20  | 竹島一彥                 | 2002年7月31日-2002年9月23日                | 大藏省（內閣官房副長官補）                               |                        |
| 21  | 竹島一彥                 | 2002年9月24日-2007年9月23日                | 大藏省（內閣官房副長官補）                               |                        |
| 22  | 竹島一彥                 | 2007年9月27日-2012年9月26日                | 大藏省（內閣官房副長官補）                               |                        |
| 23  | 杉本和行                 | 2013年3月5日-                              | 大藏省（財務事務次官）                                   |                        |

## 歷代委員
- 委員任期5年。初代委員依獨占禁止法（昭和22年法律第54號）第114條規定，「其中一人任期一年、二人二年、一人三年、二人四年、一人五年」，同年7月31日起改為「其中四人任期分別為一年、二年、三年及五年，二人任期為四年」。
- 姓名欄以人事令官報順序從左至右記載。1952年8月1日以後的減額列在最右欄。
- 委員任期結束而產生空缺時，依公正取引委員會委員級別等相關政令（昭和22年政令第134號）規定，1952年7月31日以前對期滿委員發出「公正取引委員會委員職務令」擔任委員者，以括弧表示。
- 姓名後方的（願）代表自願卸任、（亡）代表在任死亡、（定）代表屆齡退休，（異）代表委員轉任委員長，未標註為期滿卸任。（一級）是指1952年7月31日以前職等為官吏一級（相當於舊勅任官）。自願卸任或在任中死亡時，從辭令發出日或死亡日至在繼任者上任為止以連字符號表示。

| 任命年月日等   | 氏名                                    | 氏名                         | 氏名                        | 氏名                        | 氏名                   | 氏名                              | 氏名                           |
| -------------- | --------------------------------------- | ---------------------------- | --------------------------- | --------------------------- | ---------------------- | --------------------------------- | ------------------------------ |
| 1947年7月14日  | 島本融 （一級・1年）                    | 橫田正俊（異） （一級・5年） | 蘆野弘 （一級・3年）        | 石井清 （一級・4年）        | 大橋光雄 （一級・2年） | 倉井敏麿（願） （一級・4年）      | 中山喜久松（願） （一級・2年） |
| 1949年7月30日  | 島本融 （一級・1年）                    | 橫田正俊（異） （一級・5年） | 蘆野弘 （一級・3年）        | 石井清 （一級・4年）        | 大橋光雄 （一級・2年） | 倉井敏麿（願） （一級・4年）      | -                              |
| 1947年7月31日  | 島本融 （一級・1年）                    | 橫田正俊（異） （一級・5年） | 蘆野弘 （一級・3年）        | 石井清 （一級・4年）        | 大橋光雄 （一級・2年） | 倉井敏麿（願） （一級・4年）      | （減員）                       |
| 1948年7月14日  | （島本融）                              | 橫田正俊（異） （一級・5年） | 蘆野弘 （一級・3年）        | 石井清 （一級・4年）        | 大橋光雄 （一級・2年） | 倉井敏麿（願） （一級・4年）      | （減員）                       |
| 1948年10月26日 | 島本融（願） （一級）                   | 橫田正俊（異） （一級・5年） | 蘆野弘 （一級・3年）        | 石井清 （一級・4年）        | 大橋光雄 （一級・2年） | 倉井敏麿（願） （一級・4年）      | （減員）                       |
| 1949年7月14日  | 島本融（願） （一級）                   | 橫田正俊（異） （一級・5年） | 蘆野弘 （一級・3年）        | 石井清 （一級・4年）        | -                      | 倉井敏麿（願） （一級・4年）      | （減員）                       |
| 1949年12月10日 | 島本融（願） （一級）                   | 橫田正俊（異） （一級・5年） | 蘆野弘 （一級・3年）        | 石井清 （一級・4年）        | 赤木曉（願） （一級）  | 倉井敏麿（願） （一級・4年）      | （減員）                       |
| 1950年7月13日  | 島本融（願） （一級）                   | 橫田正俊（異） （一級・5年） | 蘆野弘 （一級・3年）        | 石井清 （一級・4年）        | 赤木曉（願） （一級）  | -                                 | （減員）                       |
| 1950年7月14日  | 島本融（願） （一級）                   | 橫田正俊（異） （一級・5年） | -                           | 石井清 （一級・4年）        | 赤木曉（願） （一級）  | -                                 | （減員）                       |
| 1950年7月21日  | 島本融（願） （一級）                   | 橫田正俊（異） （一級・5年） | 蘆野弘 （一級）             | 石井清 （一級・4年）        | 赤木曉（願） （一級）  | -                                 | （減員）                       |
| 1950年11月22日 | -                                       | 橫田正俊（異） （一級・5年） | 蘆野弘 （一級）             | 石井清 （一級・4年）        | 赤木曉（願） （一級）  | -                                 | （減員）                       |
| 1951年3月26日  | 北澤新次郎（定） （一級・前任剩餘任期） | 橫田正俊（異） （一級・5年） | 蘆野弘 （一級）             | 石井清 （一級・4年）        | 赤木曉（願） （一級）  | -                                 | （減員）                       |
| 1951年3月31日  | 北澤新次郎（定） （一級・前任剩餘任期） | 橫田正俊（異） （一級・5年） | 蘆野弘 （一級）             | 石井清 （一級・4年）        | 赤木曉（願） （一級）  | 湯地謹爾郎 （一級・前任剩餘任期） | （減員）                       |
| 1951年7月14日  | 北澤新次郎（定） （一級・前任剩餘任期） | 橫田正俊（異） （一級・5年） | 蘆野弘 （一級）             | -                           | 赤木曉（願） （一級）  | （湯地謹爾郎）                    | （減員）                       |
| 1951年8月21日  | 北澤新次郎（定） （一級・前任剩餘任期） | 橫田正俊（異） （一級・5年） | 蘆野弘 （一級）             | -                           | 赤木曉（願） （一級）  | 湯地謹爾郎（願） （一級）         | （減員）                       |
| 1952年2月4日   | 北澤新次郎（定） （一級・前任剩餘任期） | -                            | 蘆野弘 （一級）             | 高野善一郎（願） （一級）   | 赤木曉（願） （一級）  | 湯地謹爾郎（願） （一級）         | （減員）                       |
| 1952年2月15日  | 北澤新次郎（定） （一級・前任剩餘任期） | -                            | 蘆野弘 （一級）             | 高野善一郎（願） （一級）   | -                      | 湯地謹爾郎（願） （一級）         | （減員）                       |
| 1952年2月21日  | -                                       | -                            | 蘆野弘 （一級）             | 高野善一郎（願） （一級）   | -                      | 湯地謹爾郎（願） （一級）         | （減員）                       |
| 1952年2月26日  | 山本茂 （一級・前任剩餘任期）           | -                            | 蘆野弘 （一級）             | 高野善一郎（願） （一級）   | -                      | 湯地謹爾郎（願） （一級）         | （減員）                       |
| 1952年8月1日   | 山本茂 （一級・前任剩餘任期）           | （減員）                     | 蘆野弘 （一級）             | 高野善一郎（願） （一級）   | （減員）               | 湯地謹爾郎（願） （一級）         | （減員）                       |
| 1953年9月28日  | 山本茂 （一級・前任剩餘任期）           | （減員）                     | 蘆野弘 （一級）             | 高野善一郎（願） （一級）   | （減員）               | -                                 | （減員）                       |
| 1953年10月26日 | 山本茂（願）                            | （減員）                     | 蘆野弘 （一級）             | 高野善一郎（願） （一級）   | （減員）               | -                                 | （減員）                       |
| 1954年2月19日  | 山本茂（願）                            | （減員）                     | 蘆野弘 （一級）             | 高野善一郎（願） （一級）   | （減員）               | 吉田晴二（願） （前任剩餘任期）   | （減員）                       |
| 1955年3月29日  | 山本茂（願）                            | （減員）                     | 蘆野弘 （一級）             | 高野善一郎（願） （一級）   | （減員）               | -                                 | （減員）                       |
| 1955年7月12日  | 山本茂（願）                            | （減員）                     | 蘆野弘 （一級）             | 高野善一郎（願） （一級）   | （減員）               | 塚越虎男 （前任剩餘任期）         | （減員）                       |
| 1955年7月21日  | 山本茂（願）                            | （減員）                     | 蘆野弘（願）                | 高野善一郎（願） （一級）   | （減員）               | 塚越虎男 （前任剩餘任期）         | （減員）                       |
| 1956年2月15日  | 山本茂（願）                            | （減員）                     | 蘆野弘（願）                | -                           | （減員）               | 塚越虎男 （前任剩餘任期）         | （減員）                       |
| 1956年3月6日   | 山本茂（願）                            | （減員）                     | 蘆野弘（願）                | 中村清公 （前任剩餘任期）   | （減員）               | 塚越虎男 （前任剩餘任期）         | （減員）                       |
| 1956年8月21日  | 山本茂（願）                            | （減員）                     | 蘆野弘（願）                | 中村清公 （前任剩餘任期）   | （減員）               | 塚越虎男（願）                    | （減員）                       |
| 1957年2月4日   | 山本茂（願）                            | （減員）                     | 蘆野弘（願）                | -                           | （減員）               | 塚越虎男（願）                    | （減員）                       |
| 1957年2月6日   | 山本茂（願）                            | （減員）                     | 蘆野弘（願）                | 中村清公                    | （減員）               | 塚越虎男（願）                    | （減員）                       |
| 1958年6月22日  | -                                       | （減員）                     | 蘆野弘（願）                | 中村清公                    | （減員）               | 塚越虎男（願）                    | （減員）                       |
| 1958年7月8日   | 高坂正雄 （前任剩餘任期）               | （減員）                     | 蘆野弘（願）                | 中村清公                    | （減員）               | 塚越虎男（願）                    | （減員）                       |
| 1958年8月11日  | 高坂正雄 （前任剩餘任期）               | （減員）                     | 蘆野弘（願）                | 中村清公                    | （減員）               | -                                 | （減員）                       |
| 1958年9月5日   | 高坂正雄 （前任剩餘任期）               | （減員）                     | 蘆野弘（願）                | 中村清公                    | （減員）               | 鈴木憲三 （前任剩餘任期）         | （減員）                       |
| 1958年10月26日 | 高坂正雄（願）                          | （減員）                     | 蘆野弘（願）                | 中村清公                    | （減員）               | 鈴木憲三 （前任剩餘任期）         | （減員）                       |
| 1958年11月15日 | 高坂正雄（願）                          | （減員）                     | -                           | 中村清公                    | （減員）               | 鈴木憲三 （前任剩餘任期）         | （減員）                       |
| 1958年12月19日 | 高坂正雄（願）                          | （減員）                     | 入江一郎 （前任剩餘任期）   | 中村清公                    | （減員）               | 鈴木憲三 （前任剩餘任期）         | （減員）                       |
| 1960年7月21日  | 高坂正雄（願）                          | （減員）                     | -                           | 中村清公                    | （減員）               | 鈴木憲三 （前任剩餘任期）         | （減員）                       |
| 1960年8月12日  | 高坂正雄（願）                          | （減員）                     | 石井幸一                    | 中村清公                    | （減員）               | 鈴木憲三 （前任剩餘任期）         | （減員）                       |
| 1961年8月21日  | 高坂正雄（願）                          | （減員）                     | 石井幸一                    | 中村清公                    | （減員）               | 鈴木憲三（願）                    | （減員）                       |
| 1962年2月6日   | 高坂正雄（願）                          | （減員）                     | 石井幸一                    | -                           | （減員）               | 鈴木憲三（願）                    | （減員）                       |
| 1962年2月23日  | 高坂正雄（願）                          | （減員）                     | 石井幸一                    | 佐久間虎雄                  | （減員）               | 鈴木憲三（願）                    | （減員）                       |
| 1963年8月15日  | -                                       | （減員）                     | 石井幸一                    | 佐久間虎雄                  | （減員）               | 鈴木憲三（願）                    | （減員）                       |
| 1963年9月13日  | 菊池淳一 （前任剩餘任期）               | （減員）                     | 石井幸一                    | 佐久間虎雄                  | （減員）               | 鈴木憲三（願）                    | （減員）                       |
| 1963年10月26日 | 菊池淳一                                | （減員）                     | 石井幸一                    | 佐久間虎雄                  | （減員）               | 鈴木憲三（願）                    | （減員）                       |
| 1964年8月10日  | 菊池淳一                                | （減員）                     | 石井幸一                    | 佐久間虎雄                  | （減員）               | -                                 | （減員）                       |
| 1964年10月13日 | 菊池淳一                                | （減員）                     | 石井幸一                    | 佐久間虎雄                  | （減員）               | 崎谷武男 （前任剩餘任期）         | （減員）                       |
| 1965年8月12日  | 菊池淳一                                | （減員）                     | 梅田孝久（願）              | 佐久間虎雄                  | （減員）               | 崎谷武男 （前任剩餘任期）         | （減員）                       |
| 1966年8月21日  | 菊池淳一                                | （減員）                     | 梅田孝久（願）              | 佐久間虎雄                  | （減員）               | -                                 | （減員）                       |
| 1966年9月13日  | 菊池淳一                                | （減員）                     | 梅田孝久（願）              | 佐久間虎雄                  | （減員）               | 龜岡康夫（願）                    | （減員）                       |
| 1967年2月23日  | 菊池淳一                                | （減員）                     | 梅田孝久（願）              | -                           | （減員）               | 龜岡康夫（願）                    | （減員）                       |
| 1967年6月24日  | 菊池淳一                                | （減員）                     | 梅田孝久（願）              | 山田精一（異）              | （減員）               | 龜岡康夫（願）                    | （減員）                       |
| 1967年8月21日  | 菊池淳一                                | （減員）                     | 梅田孝久（願）              | 有賀美智子 （前任剩餘任期） | （減員）               | 龜岡康夫（願）                    | （減員）                       |
| 1968年10月26日 | 菊池淳一（願）                          | （減員）                     | 梅田孝久（願）              | 有賀美智子 （前任剩餘任期） | （減員）               | 龜岡康夫（願）                    | （減員）                       |
| 1970年3月6日   | 菊池淳一（願）                          | （減員）                     | 高橋勝好 （前任剩餘任期）   | 有賀美智子 （前任剩餘任期） | （減員）               | 柿沼幸一郎 （前任剩餘任期）       | （減員）                       |
| 1970年6月27日  | -                                       | （減員）                     | 高橋勝好 （前任剩餘任期）   | 有賀美智子 （前任剩餘任期） | （減員）               | 柿沼幸一郎 （前任剩餘任期）       | （減員）                       |
| 1970年6月30日  | 橋本德男 （前任剩餘任期）               | （減員）                     | 高橋勝好 （前任剩餘任期）   | 有賀美智子 （前任剩餘任期） | （減員）               | 柿沼幸一郎 （前任剩餘任期）       | （減員）                       |
| 1970年8月12日  | 橋本德男 （前任剩餘任期）               | （減員）                     | 高橋勝好（願）              | 有賀美智子 （前任剩餘任期） | （減員）               | 柿沼幸一郎 （前任剩餘任期）       | （減員）                       |
| 1971年9月13日  | 橋本德男 （前任剩餘任期）               | （減員）                     | 高橋勝好（願）              | 有賀美智子 （前任剩餘任期） | （減員）               | -                                 | （減員）                       |
| 1971年10月12日 | 橋本德男 （前任剩餘任期）               | （減員）                     | 高橋勝好（願）              | 有賀美智子 （前任剩餘任期） | （減員）               | 吳文二                            | （減員）                       |
| 1972年6月24日  | 橋本德男 （前任剩餘任期）               | （減員）                     | 高橋勝好（願）              | 有賀美智子（定）            | （減員）               | 吳文二                            | （減員）                       |
| 1972年10月10日 | 橋本德男 （前任剩餘任期）               | （減員）                     | 高橋勝好（願）              | -                           | （減員）               | 吳文二                            | （減員）                       |
| 1972年10月24日 | 橋本德男 （前任剩餘任期）               | （減員）                     | 高橋勝好（願）              | 瀧川正久 （前任剩餘任期）   | （減員）               | 吳文二                            | （減員）                       |
| 1973年10月26日 | -                                       | （減員）                     | 高橋勝好（願）              | 瀧川正久 （前任剩餘任期）   | （減員）               | 吳文二                            | （減員）                       |
| 1973年11月30日 | 橋本德男（願）                          | （減員）                     | 高橋勝好（願）              | 瀧川正久 （前任剩餘任期）   | （減員）               | 吳文二                            | （減員）                       |
| 1975年1月11日  | 橋本德男（願）                          | （減員）                     | 青山春樹 （前任剩餘任期）   | 瀧川正久 （前任剩餘任期）   | （減員）               | 吳文二                            | （減員）                       |
| 1975年8月12日  | 橋本德男（願）                          | （減員）                     | 青山春樹（願）              | 瀧川正久 （前任剩餘任期）   | （減員）               | 吳文二                            | （減員）                       |
| 1976年10月12日 | 橋本德男（願）                          | （減員）                     | 青山春樹（願）              | 瀧川正久 （前任剩餘任期）   | （減員）               | -                                 | （減員）                       |
| 1976年10月29日 | 野口一郎 （前任剩餘任期）               | （減員）                     | 青山春樹（願）              | 瀧川正久 （前任剩餘任期）   | （減員）               | 熊田淳一郎                        | （減員）                       |
| 1977年6月24日  | 野口一郎 （前任剩餘任期）               | （減員）                     | 青山春樹（願）              | 後藤英輔                    | （減員）               | 熊田淳一郎                        | （減員）                       |
| 1978年4月5日   | 野口一郎 （前任剩餘任期）               | （減員）                     | 早川晴雄 （前任剩餘任期）   | 後藤英輔                    | （減員）               | 熊田淳一郎                        | （減員）                       |
| 1978年11月30日 | 野口一郎                                | （減員）                     | 早川晴雄 （前任剩餘任期）   | 後藤英輔                    | （減員）               | 熊田淳一郎                        | （減員）                       |
| 1980年8月12日  | 野口一郎                                | （減員）                     | 平田胤明                    | 後藤英輔                    | （減員）               | 熊田淳一郎                        | （減員）                       |
| 1981年10月29日 | 野口一郎                                | （減員）                     | 平田胤明                    | 後藤英輔                    | （減員）               | -                                 | （減員）                       |
| 1981年11月13日 | 野口一郎                                | （減員）                     | 平田胤明                    | 後藤英輔                    | （減員）               | 渡邊豐樹（願）                    | （減員）                       |
| 1982年6月24日  | 野口一郎                                | （減員）                     | 平田胤明                    | 大森誠一（願）              | （減員）               | 渡邊豐樹（願）                    | （減員）                       |
| 1983年11月30日 | 宗像善俊（願）                          | （減員）                     | 平田胤明                    | 大森誠一（願）              | （減員）               | 渡邊豐樹（願）                    | （減員）                       |
| 1984年11月13日 | 宗像善俊（願）                          | （減員）                     | 平田胤明                    | 大森誠一（願）              | （減員）               | 妹尾明 （前任剩餘任期）           | （減員）                       |
| 1985年6月30日  | 宗像善俊（願）                          | （減員）                     | 平田胤明                    | -                           | （減員）               | 妹尾明 （前任剩餘任期）           | （減員）                       |
| 1985年7月1日   | 宗像善俊（願）                          | （減員）                     | 平田胤明                    | 海原公輝 （前任剩餘任期）   | （減員）               | 妹尾明 （前任剩餘任期）           | （減員）                       |
| 1985年8月12日  | 宗像善俊（願）                          | （減員）                     | 宮代力                      | 海原公輝 （前任剩餘任期）   | （減員）               | 妹尾明 （前任剩餘任期）           | （減員）                       |
| 1986年11月13日 | 宗像善俊（願）                          | （減員）                     | 宮代力                      | 海原公輝 （前任剩餘任期）   | （減員）               | 伊從寛                            | （減員）                       |
| 1987年6月24日  | 宗像善俊（願）                          | （減員）                     | 宮代力                      | -                           | （減員）               | 伊從寛                            | （減員）                       |
| 1987年7月1日   | 宗像善俊（願）                          | （減員）                     | 宮代力                      | 佐藤德太郎                  | （減員）               | 伊從寛                            | （減員）                       |
| 1987年9月16日  | 宇賀道郎 （前任剩餘任期）               | （減員）                     | 宮代力                      | 佐藤德太郎                  | （減員）               | 伊從寛                            | （減員）                       |
| 1988年11月30日 | 宇賀道郎（願）                          | （減員）                     | 宮代力                      | 佐藤德太郎                  | （減員）               | 伊從寛                            | （減員）                       |
| 1990年8月12日  | 宇賀道郎（願）                          | （減員）                     | 佐藤謙一（願）              | 佐藤德太郎                  | （減員）               | 伊從寛                            | （減員）                       |
| 1991年11月13日 | 宇賀道郎（願）                          | （減員）                     | 佐藤謙一（願）              | 佐藤德太郎                  | （減員）               | -                                 | （減員）                       |
| 1991年12月16日 | 宇賀道郎（願）                          | （減員）                     | 佐藤謙一（願）              | 佐藤德太郎                  | （減員）               | 股野景親（願）                    | （減員）                       |
| 1992年7月1日   | 宇賀道郎（願）                          | （減員）                     | 佐藤謙一（願）              | 植木邦之                    | （減員）               | 股野景親（願）                    | （減員）                       |
| 1993年7月1日   | 植松敏 （前任剩餘任期）                 | （減員）                     | 佐藤勲平 （前任剩餘任期）   | 植木邦之                    | （減員）               | 股野景親（願）                    | （減員）                       |
| 1993年11月30日 | 植松敏                                  | （減員）                     | 佐藤勲平 （前任剩餘任期）   | 植木邦之                    | （減員）               | 股野景親（願）                    | （減員）                       |
| 1994年10月5日  | 植松敏                                  | （減員）                     | 佐藤勲平 （前任剩餘任期）   | 植木邦之                    | （減員）               | -                                 | （減員）                       |
| 1994年12月2日  | 植松敏                                  | （減員）                     | 佐藤勲平 （前任剩餘任期）   | 植木邦之                    | （減員）               | 柴田章平 （前任剩餘任期）         | （減員）                       |
| 1995年8月12日  | 植松敏                                  | （減員）                     | 佐藤勲平（定）              | 植木邦之                    | （減員）               | 柴田章平 （前任剩餘任期）         | （減員）                       |
| 1996年12月16日 | 植松敏                                  | （減員）                     | 佐藤勲平（定）              | 植木邦之                    | （減員）               | -                                 | （減員）                       |
| 1996年12月18日 | 植松敏                                  | （減員）                     | 佐藤勲平（定）              | 植木邦之                    | （減員）               | 柴田章平                          | （減員）                       |
| 1997年7月1日   | 植松敏                                  | （減員）                     | 佐藤勲平（定）              | 糸田省吾                    | （減員）               | 柴田章平                          | （減員）                       |
| 1997年7月7日   | 植松敏                                  | （減員）                     | 黑河內久美 （前任剩餘任期） | 糸田省吾                    | （減員）               | 柴田章平                          | （減員）                       |
| 1998年11月30日 | -                                       | （減員）                     | 黑河內久美 （前任剩餘任期） | 糸田省吾                    | （減員）               | 柴田章平                          | （減員）                       |
| 1998年12月15日 | 本間忠良                                | （減員）                     | 黑河內久美 （前任剩餘任期） | 糸田省吾                    | （減員）               | 柴田章平                          | （減員）                       |
| 2000年8月12日  | 本間忠良                                | （減員）                     | 小林惇                      | 糸田省吾                    | （減員）               | 柴田章平                          | （減員）                       |
| 2001年12月18日 | 本間忠良                                | （減員）                     | 小林惇                      | 糸田省吾                    | （減員）               | 柴田愛子                          | （減員）                       |
| 2002年7月1日   | 本間忠良                                | （減員）                     | 小林惇                      | 三谷紘                      | （減員）               | 柴田愛子                          | （減員）                       |
| 2003年12月15日 | 山田昭雄                                | （減員）                     | 小林惇                      | 三谷紘                      | （減員）               | 柴田愛子                          | （減員）                       |
| 2005年8月12日  | 山田昭雄                                | （減員）                     | 濱崎恭生（定）              | 三谷紘                      | （減員）               | 柴田愛子                          | （減員）                       |
| 2006年12月18日 | 山田昭雄                                | （減員）                     | 濱崎恭生（定）              | 三谷紘                      | （減員）               | -                                 | （減員）                       |
| 2007年2月18日  | 山田昭雄                                | （減員）                     | 濱崎恭生（定）              | 三谷紘                      | （減員）               | 後藤晃                            | （減員）                       |
| 2007年7月1日   | 山田昭雄                                | （減員）                     | 濱崎恭生（定）              | 神垣清水                    | （減員）               | 後藤晃                            | （減員）                       |
| 2008年12月15日 | -                                       | （減員）                     | 濱崎恭生（定）              | 神垣清水                    | （減員）               | 後藤晃                            | （減員）                       |
| 2009年4月1日   | 濱田道代                                | （減員）                     | 濱崎恭生（定）              | 神垣清水                    | （減員）               | 後藤晃                            | （減員）                       |
| 2010年1月28日  | 濱田道代                                | （減員）                     | 細川清 （前任剩餘任期）     | 神垣清水                    | （減員）               | 後藤晃                            | （減員）                       |
| 2010年8月12日  | 濱田道代                                | （減員）                     | -                           | 神垣清水                    | （減員）               | 後藤晃                            | （減員）                       |
| 2010年12月4日  | 濱田道代                                | （減員）                     | 細川清（亡）                | 神垣清水                    | （減員）               | 後藤晃                            | （減員）                       |
| 2012年2月18日  | 濱田道代                                | （減員）                     | 細川清（亡）                | 神垣清水                    | （減員）               | -                                 | （減員）                       |
| 2012年3月5日   | 濱田道代                                | （減員）                     | 細川清（亡）                | 神垣清水                    | （減員）               | 小田切宏之                        | （減員）                       |
| 2012年7月1日   | 濱田道代                                | （減員）                     | 細川清（亡）                | 幕田英雄                    | （減員）               | 小田切宏之                        | （減員）                       |
| 2012年9月6日   | 濱田道代                                | （減員）                     | -                           | 幕田英雄                    | （減員）               | 小田切宏之                        | （減員）                       |
| 2013年3月28日  | 濱田道代                                | （減員）                     | 山崎恒                      | 幕田英雄                    | （減員）               | 小田切宏之                        | （減員）                       |
| 2014年4月1日   | 山本和史                                | （減員）                     | 山崎恒                      | 幕田英雄                    | （減員）               | 小田切宏之                        | （減員）                       |
| 2016年2月22日  | 山本和史                                | （減員）                     | 三村晶子                    | 幕田英雄                    | （減員）               | 小田切宏之                        | （減員）                       |
| 2016年11月21日 | 山本和史                                | （減員）                     | 三村晶子                    | 幕田英雄                    | （減員）               | 青木玲子                          | （減員）                       |
| 2017年7月1日   | 山本和史                                | （減員）                     | 三村晶子                    | 小島吉晴                    | （減員）               | 青木玲子                          | （減員）                       |

## 相關人士
- 上杉秋則（日语：上杉秋則）（法學者、前事務總長）
- 正田彬（日语：正田彬）（法學者、顧問）
- 厚谷襄兒（日语：厚谷襄児）（法學者、前事務局長）
- 今村成和（日语：今村成和）（法學者、前調查第一課長）
- 玉木昭久（律師、前經濟調查課長）
- 村上政博（日语：村上政博）（法學者、前監查室長）
- 鄉原信郎（日语：郷原信郎）（律師、前審查部付）
- 石田英遠（律師、前特別審查專門官）
- 中山武憲（日语：中山武憲）（法學者、前事務局、官房、取引部、審查部各課室長）

## 外部連結
- 公正取引委員會 （页面存档备份，存于）
- 公正取引委員會的X（前Twitter）
- 公正取引委員會的Facebook專頁